# Graham T. Overgard
Graham T. Overgard (Allen County (Kansas), 9 oktober 1903 – Sarasota, 1994) was een Amerikaans componist, muziekpedagoog en dirigent.

## Levensloop
Overgard studeerde aan de Universiteit van Kansas in Lawrence, aan het Missouri Valley College en aan het Ithaca College School of Music in Ithaca. Aan de laatstgenoemde inrichting behaalde hij zijn Bachelor of Music. Vervolgens studeerde hij aan de Universiteit van Illinois te Urbana-Champaign en behaalde zijn Bachelor of Science. In Urbana-Champaign werkte hij ook als assistent-dirigent van de "University of Illinois Band", die toen onder leiding stond van Austin A. Harding. Zijn studies voltooide hij aan het Capitol College of Music en promoveerde tot Doctor of Music.
Hij was dirigent van de National High School Band tijdens de New York World's Fair (1939) en heeft op een concert een massaal harmonieorkest met 5.000 muzikanten gedirigeerd. Verder was hij voor zeven jaar dirigent van de National High School Band and College Band in Interlochen (Michigan). Vanaf 1927 was hij gedurende 31 jaar dirigent van de harmonieorkesten en professor aan de Wayne State University in Detroit. Eveneens was hij dirigent van de marchingband van de "Detroit Lions", een professioneel Americanfootballteam, en van de Detroit City Band. Als dirigent verzorgde hij verschillende premières van werken voor harmonieorkest, bijvoorbeeld Evocation van Ulysses Simpson Kay jr.  (1917-1995). Tijdens zijn dirigentschap aan de Wayne State University in Detroit was de later bekende dirigent Harry Begian zijn assistent.
Overgard was lid van de United States Member National School Band Music Commission van 1939 tot 1943 en was ook een veelgevraagd jurylid bij compositiewedstrijden. Vanaf 1943 was hij lid van de American Society of Composers, Authors and Publishers (ASCAP). Overgard stond aan het begin van de jaren 1950 in briefwisseling met Percy Aldridge Grainger vanwege de motivatie voor een nieuwe uitgaven van Country Gardens, omdat de bij de muziekuitgeverij G. Schirmer gepubliceerde versie van Tom Clark voor Overgard onvoldoende en niet geschikt was voor harmonieorkest. De door Grainger uitgebrachte versie was al kort na de publicatie een topper. Meer dan 40.000 keer werd deze versie door de muziekuitgeverij verkocht.
Naast bewerkingen van klassieke werken voor harmonieorkest, zoals bijvoorbeeld American Humoresque (1948) van Sigmund Romberg en American Serenade (1942) van Louis Alter, schreef Overgard eigen werk voor dit medium.

## Composities

### Werken voor harmonieorkest
- 1938 Tartar Men, voor mannenkoor en harmonieorkest
- 1939 Golden Melody
- 1939 Gridiron Heroes – The Victory Song of the Detroit Lions, voor mannenkoor en harmonieorkest
- 1939 The Snow Carnival, mars
- 1945 American Waltz
- 1957 Ferris Fidelity, voor samenzang en harmonieorkest
- 1958 Ballade-Bravura
- 1958 Fanfare and fable
- 1959 Falcons
- 1961 Blue and the Grey
- 1963 Fighting Bulldogs (Ferris State University), voor mannenkoor en harmonieorkest
- 1963 The force of freedom
- A Merry Life
- Irish Parade
- March to the Tournament
- Smoke gets in your Eyes
- The Air Corps
- The Blue and the Gray
- The Hills, the Devil and MacArthur, voor harmonieorkest, zangstem, piano en orkest
- The Motor City Parade
- The Peace Corps Song

## Publicaties
- Band Music, in: Music Educators Journal, March 1939. 25: 76